# Gladwyn Kingsley Noble
Pour les articles homonymes, voir Noble (homonymie).
Gladwyn Kingsley Noble est un zoologiste américain, né le 20 septembre 1894 à Yonkers, New York et mort le 9 décembre 1940 à Englewood, New Jersey.

## Biographie
Son père est le cofondateur de la maison d’édition Barnes & Noble de New York. Ses premiers intérêts le portent à étudier les oiseaux. Durant ses études à Harvard, où il obtient son Bachelor of Arts en 1917 et son Master of Arts en 1918, il devient le protégé et l’élève de Thomas Barbour (1884-1946). Durant la Première Guerre mondiale, il entre à l’école des officiers et s’engage dans la Navy en 1918 ; il travaille alors dans le service du code.
Après la guerre, Noble entre à l’université Columbia et fréquente William King Gregory (1876-1970) et ses étudiants comme Charles Lewis Camp (1893-1975) et Alfred Sherwood Romer (1894-1973). Il reçoit son doctorat en 1922 avec une thèse où il poursuit les travaux en ostéologie d’Edward Drinker Cope (1840-1897) et en taxinomie de George Edward Nicholls. Il est engagé par Mary Cynthia Dickerson (1866-1923), en 1917, comme conservateur assistant au sein de l’American Museum of Natural History. Après la mort de Miss Dickerson, il la remplace comme conservateur en herpétologie.
Il conduit également des recherches expérimentales dans en endocrinologie et en neurologie. Sous son action, deux nouvelles salles sont ouvertes au public au sein du Muséum dans le but de faire mieux comprendre le comportement des animaux. Il s’intéresse aussi à l’enrichissement des collections herpétologiques qui atteignent, à sa mort, plus de 110 000 spécimens catalogués. Parmi ses assistants, il faut citer Charles Mitchill Bogert (1908-1992), qui lui succédera, Clifford Hillhouse Pope (1899-1974), Carl Frederick Kauffeld (1911-1974) et Karl Patterson Schmidt (1890-1957). Il meurt prématurément à la suite d'une infection due à des streptocoques.
Noble fait paraître 180 publications dont 140 consacrées aux reptiles et aux amphibiens. Ses connaissances en matière d’endocrinologie et d’amphibien, le conduit à devenir expert dans la controverses autour des expériences conduites par Paul Kammerer (1880-1926). Ce biologiste autrichien, lamarckiste convaincu, affirmait avoir réussi des expériences chez le crapaud prouvant la possibilité de la transmission des caractères acquis. Noble démontre alors que les crapauds utilisés par Kammerer avaient été manipulés, ce qui entraîna la disgrâce de l’Autrichien et son suicide.

## Liste partielle des publications
- The nature of the beast, a popular account of animal psychology from the point of view of a naturalist, Doubleday & Company, Garden City NY (1946) avec sa femme Ruth Crosby Noble.
- The Biology of the Amphibia, Dover Publications, New York (1954).

## Source
- Kraig Adler (1989). Contributions to the History of Herpetology, Society for the study of amphibians and reptiles : 202 p.  (ISBN 0-916984-19-2)